# 2009年のオールスターゲーム (日本プロ野球)
2009年のオールスターゲーム（2009ねんのオールスターゲーム）では、2009年（平成21年）7月24日と7月25日に開催された、同年度の日本プロ野球オールスターゲームの詳細について述べる。

## 開催概要
前年に引き続き、マツダが冠スポンサーとなって行なわれる「マツダオールスターゲーム2009」として開催される。
2試合を通じての最優秀選手賞は前年の「マツダ・ビアンテ賞」から「マツダ・アクセラ賞」に変更、副賞として贈られる自動車も同社のアクセラに変更される。また最優秀選手以外の表彰選手は「優秀選手賞」から「ベストバッター賞」「ベストピッチャー賞」「ベストプレー賞」と部門別に選出されることになった。
世界金融危機の影響でオールスターゲームの見直しが検討され、この年限りでの廃止も取りざたされたが、2010年の開催については合意された。

## 試合日程

### 第1戦
7月24日　札幌ドーム
- 18:35試合開始（JST）
- 始球式は宇宙飛行士の野口聡一。
- 国歌斉唱は松山千春。
- 試合開始前には若松勉、青田昇、大社義規の3人の野球殿堂表彰式が行われた。
  - 青田と大社は故人のため、遺族が出席した。

### 第2戦
7月25日　MAZDA　Zoom-Zoomスタジアム広島
- 18:28試合開始（JST）
- 始球式は2009 NPB12球団ジュニアトーナメント・広島ジュニアチーム。
- 国歌斉唱はCHEMISTRY

## 出場選手
| セントラル・リーグ | セントラル・リーグ | セントラル・リーグ | セントラル・リーグ | パシフィック・リーグ | パシフィック・リーグ | パシフィック・リーグ | パシフィック・リーグ |
| ------------------ | ------------------ | ------------------ | ------------------ | -------------------- | -------------------- | -------------------- | -------------------- |
| 監督               | 原辰徳             | 巨人               |                    | 監督                 | 渡辺久信             | 西武                 |                      |
| コーチ             | 真弓明信           | 阪神               |                    | コーチ               | 大石大二郎           | オリックス           |                      |
| コーチ             | 落合博満           | 中日               |                    | コーチ               | 梨田昌孝             | 日本ハム             |                      |
| 先発投手           | 大竹寛 ※           | 広島               | 2                  | 先発投手             | ダルビッシュ有 ※     | 日本ハム             | 3                    |
| 中継投手           | 山口鉄也           | 巨人               | 初                 | 中継投手             | 攝津正               | ソフトバンク         | 初                   |
| 抑え投手           | 林昌勇             | ヤクルト           | 初                 | 抑え投手             | 武田久               | 日本ハム             | 4                    |
| 投手               | ゴンザレス         | 巨人               | 初                 | 投手                 | 岸孝之               | 西武                 | 初                   |
| 投手               | 藤川球児           | 阪神               | 5                  | 投手                 | 涌井秀章             | 西武                 | 3                    |
| 投手               | 川井雄太           | 中日               | 初                 | 投手                 | 金子千尋             | オリックス           | 初                   |
| 投手               | 吉見一起           | 中日               | 2(1)               | 投手                 | シコースキー         | ロッテ               | 初                   |
| 投手               | ルイス             | 広島               | 2(1)               | 投手                 | 田中将大             | 楽天                 | 3                    |
| 投手               | 永川勝浩           | 広島               | 3                  | 投手                 | 有銘兼久             | 楽天                 | 初                   |
| 投手               | 由規               | ヤクルト           | 初                 | 投手                 | ファルケンボーグ     | ソフトバンク         | 初                   |
| 投手               | 館山昌平           | ヤクルト           | 2                  | 投手                 | 杉内俊哉             | ソフトバンク         | 4                    |
| 投手               | 三浦大輔           | 横浜               | 4                  | 投手                 |                      |                      |                      |
| 捕手               | 石原慶幸           | 広島               | 2                  | 捕手                 | 里崎智也 ※           | ロッテ               | 4                    |
| 捕手               | 阿部慎之助 ※       | 巨人               | 6                  | 捕手                 | 髙橋信二             | 日本ハム             | 3                    |
| 捕手               | 相川亮二           | ヤクルト           | 3                  | 捕手                 | 田上秀則             | ソフトバンク         | 初                   |
| 一塁手             | 栗原健太           | 広島               | 2                  | 一塁手               | 小久保裕紀 ※         | ソフトバンク         | 12(2)                |
| 一塁手             | ブランコ ※         | 中日               | 初                 | 一塁手               |                      |                      |                      |
| 二塁手             | 東出輝裕           | 広島               | 3                  | 二塁手               | 井口資仁 ※           | ロッテ               | 5                    |
| 二塁手             | 荒木雅博 ※         | 中日               | 3                  | 二塁手               |                      |                      |                      |
| 三塁手             | 小笠原道大 ※       | 巨人               | 10                 | 三塁手               | 中村剛也 ※           | 西武                 | 2                    |
| 遊撃手             | 坂本勇人 ※         | 巨人               | 2                  | 遊撃手               | 川﨑宗則             | ソフトバンク         | 6                    |
| 遊撃手             |                    |                    |                    | 遊撃手               | 中島裕之 ※           | 西武                 | 5                    |
| 内野手             | 井端弘和           | 中日               | 6                  | 内野手               | 金子誠               | 日本ハム             | 3                    |
| 内野手             | 宮本慎也           | ヤクルト           | 5                  | 内野手               |                      |                      |                      |
| 外野手             | 青木宣親 ※         | ヤクルト           | 5                  | 外野手               | 稲葉篤紀 ※           | 日本ハム             | 5                    |
| 外野手             | 赤松真人           | 広島               | 初                 | 外野手               | 大村直之             | オリックス           | 5                    |
| 外野手             | 内川聖一           | 横浜               | 2                  | 外野手               | 草野大輔             | 楽天                 | 初                   |
| 外野手             | 金本知憲 ※         | 阪神               | 11                 | 外野手               | サブロー ※           | ロッテ               | 2                    |
| 外野手             | ラミレス ※         | 巨人               | 5                  | 外野手               | 長谷川勇也 ※         | ソフトバンク         | 初                   |
| 外野手             |                    |                    |                    | 外野手               | 糸井嘉男             | 日本ハム             | 初                   |
|                    |                    |                    |                    | DH                   | 二岡智宏             | 日本ハム             | 6                    |
| 松中信彦 ※         | ソフトバンク       | 10                 |                    | DH                   |                      |                      |                      |

太字はファン投票選抜選手、 ※印は選手間投票選抜、他は監督選抜。
数字は出場回数。カッコ内数字は上記回数中事故のため不出場の回数。

## 試合結果

### 第1戦
セ10 - 8パ
| セントラル   | 0 | 0 | 0 | 1 | 1 | 1 | 0 | 4 | 3 | 10 |
| パシフィック | 1 | 0 | 1 | 0 | 0 | 1 | 5 | 0 | 0 | 8  |

勝利投手：三浦（横浜）、敗戦投手：武田久（日本ハム）
バッテリー
セ：ゴンザレス（巨人）、館山（ヤクルト）、山口（巨人）、川井（中日）、三浦（横浜）○　- 阿部（巨人）、相川（ヤクルト）、石原（広島）
パ：ダルビッシュ（日本ハム）、田中（楽天）、岸（西武）、ファルケンボーグ（ソフトバンク）、有銘（楽天）、攝津（ソフトバンク）、武田久（日本ハム）● - 里崎（ロッテ）
本塁打
セ：ラミレス（巨人）、青木（ヤクルト）
パ：なし
MVP
青木宣親（ヤクルト）
審判
（球）山路、（塁）土山（一）、良川（二）、深谷（三）、（外）秋村（左）、嶋田（右）

#### オーダー
| セントラル | セントラル | セントラル |
| 打順       | 守備       | 選手       |
| ---------- | ---------- | ---------- |
| 1          | [遊]       | 坂本勇人   |
| 2          | [中]       | 青木宣親   |
| 3          | [三]       | 小笠原道大 |
| 4          | [左]       | ラミレス   |
| 5          | [指]       | 金本知憲   |
| 6          | [一]       | ブランコ   |
| 7          | [右]       | 内川聖一   |
| 8          | [捕]       | 阿部慎之助 |
| 9          | [二]       | 荒木雅博   |
|            | [投]       | ゴンザレス |

| パシフィック | パシフィック | パシフィック   |
| 打順         | 守備         | 選手           |
| ------------ | ------------ | -------------- |
| 1            | [中]         | 糸井嘉男       |
| 2            | [二]         | 井口資仁       |
| 3            | [右]         | 稲葉篤紀       |
| 4            | [三]         | 中村剛也       |
| 5            | [一]         | 小久保裕紀     |
| 6            | [遊]         | 中島裕之       |
| 7            | [左]         | 大村直之       |
| 8            | [捕]         | 里崎智也       |
| 9            | [指]         | 二岡智宏       |
|              | [投]         | ダルビッシュ有 |

### 第2戦
パ7 - 4セ
| パシフィック | 0 | 1 | 0 | 1 | 1 | 2 | 0 | 0 | 2 | 7 |
| セントラル   | 1 | 1 | 0 | 1 | 0 | 0 | 0 | 0 | 1 | 4 |

勝利投手：杉内（ソフトバンク） 、敗戦投手：吉見（中日） 
バッテリー
セ：大竹（広島）、ルイス（広島）、藤川（阪神）、吉見（中日）●、林昌勇（ヤクルト）、永川（広島） - 石原（広島）、相川（ヤクルト）
パ：涌井（西武）、杉内（ソフトバンク）○、金子（オリックス）、シコースキー（ロッテ）- 田上（ソフトバンク）、里崎（ロッテ）
本塁打
セ：宮本（ヤクルト）
パ：松中（ソフトバンク）2、中村（西武）、サブロー（ロッテ）
MVP
松中信彦（ソフトバンク）
審判
（球）嶋田、（塁）秋村（一）、深谷（二）、良川（三）、（外）土山（左）、山路（右）

#### オーダー
| パシフィック | パシフィック | パシフィック |
| 打順         | 守備         | 選手         |
| ------------ | ------------ | ------------ |
| 1            | [遊]         | 川﨑宗則     |
| 2            | [二]         | 井口資仁     |
| 3            | [右]         | 稲葉篤紀     |
| 4            | [指]         | 松中信彦     |
| 5            | [三]         | 中村剛也     |
| 6            | [一]         | 髙橋信二     |
| 7            | [中]         | 長谷川勇也   |
| 8            | [左]         | サブロー     |
| 9            | [捕]         | 田上秀則     |
|              | [投]         | 涌井秀章     |

| セントラル | セントラル | セントラル |
| 打順       | 守備       | 選手       |
| ---------- | ---------- | ---------- |
| 1          | [遊]       | 井端弘和   |
| 2          | [二]       | 東出輝裕   |
| 3          | [中]       | 青木宣親   |
| 4          | [指]       | ブランコ   |
| 5          | [左]       | 金本知憲   |
| 6          | [一]       | 栗原健太   |
| 7          | [三]       | 宮本慎也   |
| 8          | [右]       | 赤松真人   |
| 9          | [捕]       | 石原慶幸   |
|            | [投]       | 大竹寛     |

マツダ・アクセラ賞（2試合を通じて最も印象的な活躍をした選手を表彰）
赤松真人（広島）

## テレビ・ラジオ中継

### テレビ中継
- 第1戦:7月24日
日本テレビ（NTV）《制作協力：札幌テレビ（STV）》
実況：平川健太郎（NTV）、解説：山本浩二、江川卓、リポーター：永井公彦（STV、パ・リーグサイド）、蛯原哲（NTV、セ・リーグサイド）
日本テレビ系列がオールスターゲームの中継を担当するのは2007年の第1戦（東京ドーム）以来2年ぶり。また、札幌テレビが中継に関与するのは、2001年の第3戦以来8年ぶり。なお、衛星放送はBS・CSともなし。なお、日本テレビ系列でのオールスターゲームの放送は2020年現在、この年が最後となっている。
当初はテレビ朝日（ANN系列、北海道テレビ（HTB）制作協力）が中継を担当する予定だったが、世界水泳・ローマ2009放映の日程[1]と重複した関係で辞退した。
- 第2戦:7月25日
TBSテレビ《制作協力：中国放送（RCC）》
実況：林正浩（TBS）、解説：衣笠祥雄、特別ゲスト：玉木宏[2]、リポーター：坂上俊次（RCC、セ・リーグサイド）、新タ悦男（TBS、パ・リーグサイド）、藤村伊勢（RCC、セ・リーグブルペン）、岡村仁美(TBS、パ・リーグブルペン）)
TBS系列がオールスターゲームの中継を担当するのは2006年の第2戦（サンマリンスタジアム宮崎=MRT制作協力）から4年連続（2007年第2戦・フルキャストスタジアム宮城=TBC制作協力、2008年第2戦・横浜スタジアム=自社単独）。また、TBS・RCCが中継を担当するのは、1995年の第2戦以来14年ぶり。
地上波では生中継。また衛星ではTBSニュースバードを通して録画中継される。BS-TBSでの放映なし。
中継のタイトルコールは野沢雅子が担当。

### ラジオ中継
- 第1戦：7月24日
  - HBCラジオ《JRN…TBS・CBC・MBS・RKB他》
実況：山内要一、解説：岩本勉、栗山英樹、レポーター：渕上紘行（パ・リーグサイド）、新タ悦男（TBS、セ・リーグサイド）
  - STVラジオ《NRN…TBC・SF・ABC・RCC・KBC他》
実況：宮永真幸、解説:阿波野秀幸、レポーター：藤井孝太郎（パ・リーグサイド）、岡本博憲（セ・リーグサイド）
  - ニッポン放送（LF）《関東広域圏ローカル》
実況：松本秀夫、解説：江本孟紀、若松勉、レポーター：胡口和雄（パ・リーグサイド）、清水久嗣（セ・リーグサイド）
  - 文化放送（QR）《関東広域圏ローカル》
実況：斉藤一美、解説:東尾修、大塚光二、レポーター：高橋将市（パ・リーグサイド）、槇嶋範彦（セ・リーグサイド）
  - RFラジオ日本《独自放送》
実況：内藤博之、解説:柴田勲、レポーター：佐藤一司（両サイド兼務）
- 第2戦：7月25日
  - RCCラジオ《JRN…TBS・HBC・TBC・CBC・ABC・RKB他》
実況：道盛浩、解説：川口和久、佐々岡真司、レポーター：一柳信行（セ・リーグサイド）、清水大輔（TBS・パ・リーグサイド）　
  - NRN系列への裏送り《NRN…QR・STV・SF・KBC他　制作：RCC》
実況：長谷川努（RCC）、解説：安仁屋宗八、木下富雄、レポーター：石橋真（RCC、セ・リーグサイド）、槇嶋範彦（QR、パ・リーグサイド）
  - ニッポン放送（LF）《MBSとの2局ネット》
実況：師岡正雄、解説：達川光男、レポーター：山内宏明（セ・リーグサイド）、洗川雄司（パ・リーグサイド）
  - NHKラジオ第1《中国地方のみ》
実況：坂梨哲士、解説：広瀬叔功、大野豊
  - RFラジオ日本は、第2戦以降、2021年現在まで中継を行っていない。